# آبشار جورن
آبشار جورن (به انگلیسی: Jōren Falls) آبشاری است که در استان شیزوئوکا، ژاپن واقع شده و ارتفاع کلی ریزشگاه آن ۲۵ متر است.